# William Stewart (1774-1827)
Pour les articles homonymes, voir William Stewart et Stewart.
William Stewart, né le 10 janvier 1774 et mort le 7 janvier 1827 à Cumloden dans le Kirkcudbrightshire, est un militaire britannique. Premier commandant du Rifle Corps, il sert à la tête d'une division pendant la guerre péninsulaire ainsi que comme membre du Parlement.

## Biographie

### Jeunesse
William Stewart, né le 10 janvier 1774, est le quatrième fils de John Stewart, 7e comte de Galloway (1736-1806) et de sa seconde épouse Anne (1742/3-1830), elle-même fille du baron James Dashwood. Le second évêque de Québec, Charles James Stewart, est son frère cadet.

### Membre du Parlement
Il est député au Parlement de la circonscription de Saltash en 1795 et du Wigtonshire à partir de 1796.

### Premiers succès militaires
Stewart s'engage dans l'armée britannique en 1786 comme enseigne au 42e régiment d'infanterie, alors qu'il n'a que douze ans. Sa première campagne se déroule dans les Antilles de 1793 à 1794 et il y est blessé. Il commande ensuite le 67e régiment d'infanterie à Saint-Domingue de 1796 à 1798, puis retourne en Europe et reçoit la permission de servir aux côtés des armées autrichiennes et russes en Italie, en Souabe et en Suisse pendant la campagne de 1799. 
Stewart se montre très vite intéressé par les armes et la tactique. Ses observations faites en 1799 sur les troupes d'infanterie légère, notamment les unités tyroliennes et croates, qui combattent de façon beaucoup plus souple que les régiments d'infanterie de ligne classiques, motivent vraisemblablement sa proposition d'introduire une force d'infanterie légère permanente équipée de carabines au sein de l'armée britannique. Cette initiative est notamment soutenue par l'écuyer du roi, l'influent colonel Coote Manningham (en), que Stewart a connu pour la première fois aux Antilles. En mai 1800, un « corps de fusiliers » est mis sur pied à titre d'expérimentation. Au mois d'août, Stewart dirige une opération amphibie contre Ferrol, au cours de laquelle il est grièvement blessé en conduisant ses fusiliers à l'assaut des falaises. En octobre 1800, le corps des Rifles est officiellement créé, avec Manningham comme colonel et Stewart en tant que lieutenant-colonel et commandant de l'unité. Les ordres donnés par Stewart au Rifle Corps, qui devient plus tard célèbre sous le nom de 95th Foot, révèlent une pensée tactique en avance sur celle de ses contemporains. Il conçoit et met en œuvre un entraînement et des manœuvres adaptés, des médailles pour récompenser la bravoure et la bonne conduite, un classement au tir ainsi qu'une école et une bibliothèque pour les soldats ; il demande également aux officiers de connaître chacun de leurs hommes.
Peu après son 27e anniversaire, Stewart est chargé de commander les 895 hommes (114 du Rifle Corps et 781 du 49e régiment d'infanterie) qui doivent embarquer à bord de la flotte déployée dans la mer Baltique en 1801. Il assiste, depuis la dunette du HMS Elephant commandé par Horatio Nelson, à la bataille navale de Copenhague le 2 avril de la même année. Nelson écrit dans son rapport que « le très honorable colonel Stewart m'a fait la faveur de se trouver à bord de l’Elephant ; lui-même, avec tous ses officiers et soldats, a partagé avec plaisir les labeurs et les périls de cette journée ». Au cours de l'engagement, la troupe de Stewart a perdu 4 morts et 6 blessés. Stewart est désigné pour porter à Londres les dépêches annonçant la victoire et son nom figure dans les remerciements votés par le Parlement le 16 avril 1801. Six jours plus tard, il est officiellement promu au grade de colonel, à compter du jour de la bataille de Copenhague. Nelson loue à Lord Saint-Vincent « le colonel Stewart, qui est un jeune homme excellent et infatigable, et représente l'espoir naissant de notre armée ». Par la suite, Nelson adresse au moins onze lettres à Stewart durant les quatre années qui séparent Copenhague de sa mort à la bataille de Trafalgar. 
En 1802, le Rifle Corps est rebaptisé 95th (Rifle) Regiment et forme avec les 43e et 52e régiments d'infanterie la célèbre division légère commandée par le général John Moore. Stewart devient ainsi le premier colonel du 95e, mais il doit très vite abandonner ce commandement après sa promotion au grade de brigadier-général. Il n'en continue pas moins à œuvrer pour le développement des Rifles, et en 1805, il publie Grandes lignes d'un plan pour la réforme générale des forces terrestres britanniques qui prône la généralisation d'un certain nombre de nouvelles méthodes qu'il a expérimenté au sein du 95e. Stewart occupe des fonctions importantes pendant l'expédition britannique en Égypte en 1807 et durant celle de Walcheren en 1809, avant d'être envoyé en Espagne l'année suivante. Bien qu'il soit encore jeune dans le grade de major général, il reçoit la tâche cruciale de commander la garnison du port stratégique de Cadix assiégé par les Français. Choisi pour commander une brigade de la 2e division de l'armée de la péninsule dirigée par le général Arthur Wellesley de Wellington, Stewart est placé à la tête de la 2e division en décembre 1810.

### Commandant d'une division sous Wellington

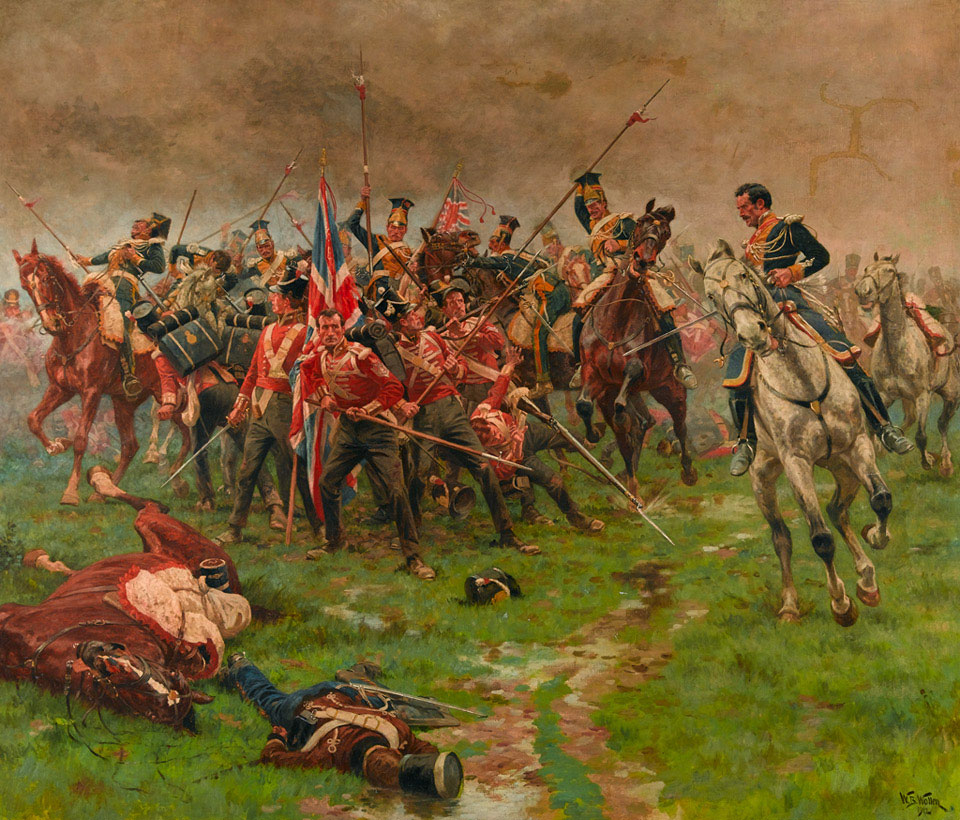
Charge des lanciers polonais de la Vistule contre la brigade Colborne à la bataille d'Albuera, par William Barnes Wollen.

Lors de la bataille d'Albuera le 16 mai 1811, Stewart commande la 2e division britannique qui subit de plein fouet l'attaque de flanc opérée par le maréchal Soult. Afin de parer à la menace, il envoie le lieutenant-colonel John Colborne pour assaillir le flanc gauche de la colonne française. La manœuvre réussit parfaitement dans un premier temps, la mousqueterie britannique faisant un carnage dans les rangs français. Soudainement attaqués sur le flanc et l'arrière par les lanciers polonais et les hussards français, trois des régiments de Colborne sont taillés en pièces et laissent 1 250 hommes sur le carreau. 400 hommes seulement parviennent à prendre la fuite. Au cours de la bataille, les deux autres brigades de la division de Stewart essuient également de lourdes pertes sous le feu de l'artillerie française et dans des duels de mousqueterie à bout portant ; cependant, la faute n'en est pas imputable à Stewart. Défendant leur position avec acharnement, les survivants de sa division contiennent les assauts français jusqu'à l'arrivée de la 4e division qui sauve la journée. Michael Glover, un historien de la guerre d'Espagne, écrit : « en tant que chef de bataillon, Stewart était surpassé uniquement par Moore ; en tant que général, il était une menace ». Wellington écrit quant à lui à propos de son subordonné : « il est nécessaire que Stewart soit sous la responsabilité particulière de quelqu'un ». Après Albuera, Wellington trouve ce « quelqu'un » en la personne du lieutenant-général Rowland Hill et la 2e division de Stewart sert sous les ordres de ce dernier pour le restant du conflit péninsulaire.
Le 15 novembre 1812, 80 000 soldats français commandés par Soult se heurtent aux 65 000 Anglo-Portugais de Wellington près de Salamanque. Le maréchal français ayant renoncé à attaquer, Wellington ordonne finalement la retraite en direction du Portugal. Au cours de cette phase de repli, Stewart, nommé temporairement au commandement de la 1re division, et deux autres généraux de son grade décident de désobéir aux ordres du commandant en chef. Stewart, écrit Wellington, « et plusieurs autres généraux tinrent un conseil de guerre pour juger s'il était bon d'obéir à mes ordres de se retirer par un itinéraire bien défini. Lui [Stewart] en tête, décidèrent qu'ils ne le feraient pas ; ils se dirigèrent sur une route dont ils ne savaient pas où elle menait et, lorsque je les ai retrouvés le lendemain matin, ils étaient dans la confusion la plus extrême, ne sachant ni où aller ni quoi faire ». Toujours sous les ordres de Hill, Stewart participe à la bataille de Vitoria le 21 juin 1813, où sa division, forte de 10 800 hommes, perd 139 tués et 971 blessés. 
Alors qu'il se trouve au col de Maya le premier jour de la bataille des Pyrénées, Stewart, ne croyant pas à la possibilité d'une attaque française, se rend à une quinzaine de kilomètres vers l'arrière. De fait, lorsque débute la bataille, sa 2e division doit se battre toute la matinée sous la direction d'un général de brigade inexpérimenté et perd 1 347 hommes. Il sert également à la bataille de la Nivelle le 10 novembre, perdant 140 hommes sur les 5 767 soldats que compte la 2e division. Il prend encore part au passage de la Nive le 9 décembre et au combat de Saint-Pierre-d'Irube le 13. À la bataille d'Orthez, le 27 février 1814, la 2e division enveloppe la gauche française avec le reste du corps de Hill, perdant une trentaine d'hommes dans le processus. Enfin, à la bataille de Toulouse, la division Stewart enregistre 78 pertes sur un effectif total de 6 940 hommes.

### Honneurs, hommages et retraite
En récompense de ses services dans la péninsule Ibérique, Stewart est décoré de la Croix d'or avec deux barrettes, de l'ordre portugais de la Tour et de l'Épée et de l'ordre espagnol de Saint-Ferdinand. Le 2 janvier 1815, il est fait grand-croix de l'ordre du Bain. Il est officiellement remercié par le speaker au nom de tous les membres du Parlement pour sa contribution aux victoires de Vitoria et d'Orthez et sa participation aux opérations secondaires.
Après la guerre, Stewart ne remplit plus aucune fonction officielle. Épuisé par dix-sept campagnes au cours desquelles il a reçu six blessures et quatre contusions, il démissionne de son siège au Parlement en 1816. En juillet 1818, il est nommé colonel en titre du 1er bataillon de la brigade des fusiliers britannique. Retiré à Cumloden, non loin de Wigton dans le comté de Kirkcudbrightshire, à proximité du lieu où est originaire sa famille, il y meurt le 7 janvier 1827 et est enterré à Minnigaff.

## Vie privée
En 1804, Stewart se marie avec Frances, deuxième fille de John Douglas, comte de Morton. De cette union naît un fils, Horatio, capitaine dans la brigade des fusiliers britannique, et une fille, Louisa.